# François-Alexandre Desprez
Pour les articles homonymes, voir Desprez.
François-Alexandre Desprez, né à Amiens le 22 novembre 1778 et mort à Bruxelles le 6 août 1833, est un général de division du Premier Empire.

## Biographie
François Alexandre Desprez est le fils de Alexandre Armand Desprez, docteur en médecine à Amiens, et Jeanne Leroux.
À sa sortie de l’école polytechnique, Desprez est classé dans l’arme du génie et débute par les campagnes d’Ulm et d’Austerlitz. Après avoir été aide de camp du roi Joseph, pendant que ce prince occupait le trône de Naples, il assiste au siège de Gaète où il se distingue, puis il passe en Espagne et prend part à toutes les opérations des Français, notamment aux deux sièges de Badajoz et à celui de Saragosse. Il est promu colonel le 25 décembre 1809.
Chargé en 1812, par le roi Joseph d’aller rendre compte à l’empereur  Napoléon de l’état des choses en Espagne, il traverse toute l’Europe et arrive au quartier général français la veille de la bataille de la Moskowa, à laquelle il assiste. Il prend part à tous les combats de la retraite de Russie. Il est promu général de brigade le 15 avril 1813. 
Sous la Restauration, il est fait grand officier de la Légion d'honneur le 1er mai 1821, et il est chargé de l’organisation du corps d’état-major, puis il fait la campagne de 1823 en Espagne. Il est élevé au grade de lieutenant-général le 22 mai 1825. Il remplit les fonctions de major-général de l’armée qui fait la conquête d’Alger, lorsque la Révolution de 1830 renverse Charles X.
Lorsqu'en 1831, le gouvernement belge fait appel à des officiers étrangers pour coopérer à la réorganisation de son armée, le lieutenant-général Desprez accepte la mission que lui offre le roi Léopold 1er, de contribuer à donner à l’armée belge la cohésion que sa récente formation n’a encore pu lui donner. Desprez s’acquitte de cette tâche avec un dévouement désintéressé et emporte dans sa mort prématurée, les regrets de toute l’armée belge. Il est nommé grand-croix de la Légion d'honneur en 1833.
À son inhumation au cimetière de Laeken, le roi Leopold fait déposer sur son cercueil les insignes de grand-croix de l’ordre de Léopold.
Il épouse en 1817 Elisabeth Geneviève Bourgeois de Mercey (1797- 24 février 1833), fille de Louis Frédédric Bourgeois de Mercey et de Marie Anne Dottin.
Leur fille Jeanne Louise Marie Desprez (Paris, 27 mai 1818 - Changy, 11 octobre 1882) épouse le 7 mars 1835 à Paris, Napoléon-Hector Soult, duc de Dalmatie.

## Sources
- Académie royale des sciences, des lettres et des beaux-arts de Belgique, Biographie nationale, t. 5, Bruxelles, Bruylant-Christophe, 1876, p. 783.
- « Cote LH/757/22 », base Léonore, ministère français de la Culture